# Pete Namlook
Pete Namlook, właśc. Peter Kuhlmann (ur. 1960, zm. 8 listopada 2012) – niemiecki artysta związany z muzyką elektroniczną.

## Życiorys
Zainspirowany twórczością Oskara Sali, jednego z pionierów muzyki elektronicznej, skupia się na odkrywaniu olbrzymiego potencjału syntezatorów analogowych, które stanowią jedną z największych części jego muzycznego warsztatu.
Ukończywszy edukację na Uniwersytecie Goethego w zakresie kompozycji, Pete Namlook rozpoczyna swoją muzyczną karierę we Frankfurcie nad Menem grając jako członek elektronicznego zespołu Romantic Warrior, zespołu częściowo połączonego ze sceną muzyki elektronicznej oraz New Age.
Namlook tworzy muzykę w stylach: począwszy od elektronicznego surrealizmu, przez wszelkie odcienie ambient, do tanecznego techno. Namlook znany jest ze swej nieprawdopodobnej płodności artystycznej. W pierwszym roku swej twórczości (1992) wydał ponad 50 albumów, by potem nieco zwolnić do średnio 24 albumów rocznie. Oprócz muzyki solowej Namlook wydał wspólne albumy niemal z każdym artystą z kręgu muzyki ambient, między innymi z Mixmaster Morris, Tetsu Inoue, Richie Hawtin, Geir Jenssen, Dr. Atmo, Burhan Öçal, Atom Heart, Jonah Sharp, Charles Uzzell-Edwards i David Moufang. Do najciekawszych kolaboracji należą cykl albumów Dark Side of The Moog z Klausem Schulzem oraz serie Outland i Psychonavigation z Billem Laswellem.
15 września 2007 roku udzielił on wideowywiadu dla magazynu muzycznego Slice.

## Dyskografia
- 4 Voice – solo – 6 albumów
- 62 Eulengasse – z Tetsu Inoue
- 2350 Broadway – z Tetsu Inoue – 4 albumy
- Air – solo – 5 albumów
- Alien – Community – z John Sharp – 2 albumy
- Amp – z Dandy Jack – 2 albumy
- Create – z Charles Uzzell-Edwards – 2 albumy
- Crypt Corp. – z Charles Uzzell-Edwards – 5 albumów
- Cycloid – z Corrado
- The Dark Side of the Moog – z Klausem Schulzem – 11 albumów
- Deltraxx – z DJ Criss – 5 albumów
- Dreamfish – z Mixmaster Morris – 2 albumy
- Electronic Music Center
- Elektro – z Robert Goerl – 2 albumy
- Escape – z Dr. Atmo – 4 albumy
- The Fires of Ork – z Geir Jenssen – 2 albumy
- From Within – z Richie Hawtin – 3 albumy
- Harmonize 3 – z Al. A. Perry – 4 albumy
- Hearts of Space – z Pascal F.E.O.S. – 5 albumów
- Hemisphere – z Steve Stoll
- Jet Chamber – z Atom Heart – 5 albumów
- Koolfang – z David Moufang – 3 albumy
- Labirynth – z Lorenzo Montanà – 3 albumy
- Limelight – z DJ Brainwave – 4 albumy
- Miles Apart – z Peter Prochir
- Minimalistic Source – z Pascal F.E.O.S. – 4 albumy
- Move D/Namlook – z David Moufang – 23 albumy
- Music for Ballet – solo
- Namlook – solo – 21 albumów
- Namlook – Atom – solo – 2 albumy
- Pete Namlook z Hubertus Held – 2 albumy
- A New Consciousness – z Charles Uzzell-Edwards – 2 albumy
- Olympic – z Stella Leu – 4 albumy
- Outland – z Bill Laswell – 5 albumów
- Oversize Pussy – z DJ Pussy Lover – 4 albumy
- Ozoona – z Gordon
- Planetarium – z Igr Ver i Lakoff – 2 albumy
- Polytime – z Karl Berger – 2 albumy
- Possible Gardens – z Peter Prochir
- Psychonavigation – z Bill Laswell – 5 albumów
- The Putney – z Ludwig Rehberg – 5 albumów
- Season’s Greetings – solo – 5 albumów
- Sequential – z DJ Criss – 5 albumów
- Sextant – z DJ Hubee – 4 albumy
- Shades of Orion – z Tetsu Inoue – 3 albumy
- S.H.A.D.O – z Higher Intelligence Agency – 2 albumy
- Silence – z Dr. Amo – 2 albumy, od trzeciego solo
- Silent Music – z Dandy Jack – 4 albumy
- Stanley Conaway – z DJ Hubee – 4 albumy
- Subsequence – z Atom Heart – 4 albumy
- Sultan – z Burhan Öçal – 2 albumy
- Syn – solo – 5 albumów
- Synsyl – z DJ Sylvie – 2 albumy
- Synthadelic – z Atom Heart – 4 albumy
- Time – z Tetsu Inoue – 2 albumy
- Virtual Vices – z Wolfram Spyra – 5 albumów
- Wechselspannung – z Jonah Sharp – 2 albumy